# Tuberculefferia tucsoni
Tuberculefferia tucsoni là một loài ruồi trong họ Asilidae. Tuberculefferia tucsoni được Wilcox miêu tả năm 1966. Loài này phân bố ở vùng Tân Bắc giới.